# Gante-Wevelgem 2012
La 74ª edición de la Gante-Wevelgem se disputó el 25 de marzo de 2012, sobre un trazado de 235 km. El recorrido incluyó 11 cotas (8 diferentes).
La carrera perteneció al UCI WorldTour 2012. 
Participaron 25 equipos (los mismos que en la E3 Prijs Vlaanderen-Harelbeke 2012). Formando así un pelotón de 195 ciclistas de 8 corredores cada equipo (excepto el Astana, Euskaltel-Euskadi, Lampre-ISD, Cofidis, le Crédit en Ligne y Project 1t4i que saldrán con 7), de los que acabaron 158; con 157 clasificados tras las desclasificación de Alex Rasmussen (su puesto, el 134.º, quedó vacante) por saltarse varios controles antidopaje durante la temporada.
El ganador final fue, por segundo año consecutivo, Tom Boonen tras ganar al sprint en un reducido grupo delantero a Peter Sagan y Matti Breschel, respectivamente.

## Clasificación final
| Posición | Ciclista             | Equipo                    | Tiempo     |
| -------- | -------------------- | ------------------------- | ---------- |
| 1.       | Tom Boonen           | Omega Pharma-Quick Step   | 5h 32' 44" |
| 2.       | Peter Sagan          | Liquigas-Cannondale       | m.t.       |
| 3.       | Matti Breschel       | Rabobank                  | m.t.       |
| 4.       | Óscar Freire         | Katusha                   | m.t.       |
| 5.       | Edvald Boasson Hagen | Sky                       | m.t.       |
| 6.       | Daniele Bennati      | RadioShack-Nissan         | m.t.       |
| 7.       | Marco Marcato        | Vacansoleil-DCM           | m.t.       |
| 8.       | Steve Chainel        | FDJ-Big Mat               | m.t.       |
| 9.       | Filippo Pozzato      | Farnese Vini-Selle Italia | m.t.       |
| 10.      | Giovanni Visconti    | Movistar                  | m.t.       |